# Festival Elsy Jacobs 2021
De 13e editie van de wielerwedstrijd Festival Elsy Jacobs vond in 2021 plaats van 30 april tot en met 2 mei. De start was in Luxemburg, de finish in Garnich, de geboorteplaats van Elsy Jacobs, de eerste wereldkampioene voor elite vrouwen, naar wie de wedstrijd vernoemd is. De wedstrijd maakt deel uit van de UCI Women's ProSeries 2021. In 2020 ging de wedstrijd vanwege de Coronapandemie niet door. De winnares van 2019, de Duitse Lisa Brennauer, deed deze keer niet mee. Deze editie werd gewonnen door de Deense Emma Norsgaard die de twee etappes in lijn wist te winnen.

## Deelname
Er namen acht (van de negen) World Tour-ploegen en tien continentale teams deel, met maximaal zes rensters.
| WorldTour | Continentaal |
| --- | --- |
| Alé BTC Ljubljana Canyon-SRAM FDJ Nouvelle-Aquitaine Futuroscope Liv Racing Movistar Team Team DSM Team SD Worx Trek-Segafredo | Andy Schleck-CP NVST-Immo Losch Bingoal Casino-Chevalmeire Ceratizit-WNT Drops-Le Col supported by Tempur Massi-Tactic Parkhotel Valkenburg Stade Rochelais Charente-Maritime Team Jumbo-Visma Valcar-Travel & Service WCC Team |

## Etappe-overzicht
| Etappe  | Datum    | Start     | Finish    | Type                | Afstand  | Winnaar        | Klassementsleider |
| ------- | -------- | --------- | --------- | ------------------- | -------- | -------------- | ----------------- |
| Proloog | 30 april | Luxemburg | Luxemburg | Individuele tijdrit | 2,2 km   | Lorena Wiebes  | Lorena Wiebes     |
| 1       | 1 mei    | Steinfort | Steinfort | Heuvelrit           | 125,1 km | Emma Norsgaard | Emma Norsgaard    |
| 2       | 2 mei    | Garnich   | Garnich   | Heuvelrit           | 105,3 km | Emma Norsgaard | Emma Norsgaard    |

## Eindklassementen
| Plaats    | Naam                      | Ploeg                      | Tijd     |
| --------- | ------------------------- | -------------------------- | -------- |
| Gele trui | Emma Norsgaard            | Movistar Team              | 6u05'00" |
| 2         | Leah Kirchmann            | Team DSM                   | + 14"    |
| 3         | Maria Giulia Confalonieri | Ceratizit-WNT              | z.t.     |
| 4         | Karlijn Swinkels          | Jumbo-Visma                | + 18"    |
| 5         | Thalita de Jong           | Bingoal Casino-Chevalmeire | + 20"    |
| 6         | Anouska Koster            | Jumbo-Visma                | z.t.     |
| 7         | Ruth Winder               | Trek-Segafredo             | + 21"    |
| 8         | Christine Majerus         | SD Worx                    | z.t.     |
| 9         | Riejanne Markus           | Jumbo-Visma                | + 22"    |
| 10        | Juliette Labous           | Team DSM                   | + 23"    |

| Plaats      | Naam                      | Ploeg         | Punten |
| ----------- | ------------------------- | ------------- | ------ |
| Groene trui | Emma Norsgaard            | Movistar Team | 30     |
| 2           | Maria Giulia Confalonieri | Ceratizit-WNT | 24     |
| 3           | Leah Kirchmann            | Team DSM      | 20     |

| Plaats        | Naam            | Ploeg                      | Punten |
| ------------- | --------------- | -------------------------- | ------ |
| Bolletjestrui | Thalita de Jong | Bingoal Casino-Chevalmeire | 31     |
| 2             | Kathrin Hammes  | Ceratizit-WNT              | 18     |
| 3             | Dani Christmas  | Drops-Le Col               | 7      |

| Plaats     | Naam             | Ploeg         | tijd     |
| ---------- | ---------------- | ------------- | -------- |
| Witte trui | Emma Norsgaard   | Movistar Team | 6u05'00" |
| 2          | Karlijn Swinkels | Jumbo-Visma   | + 18"    |
| 3          | Juliette Labous  | Team DSM      | + 23"    |

| Plaats | Ploeg       | Tijd      |
| ------ | ----------- | --------- |
|        | Jumbo-Visma | 18u16'02" |
| 2      | SD Worx     | + 7"      |
| 3      | Team DSM    | + 14"     |

## Klassementenverloop
| Etappe       | Winnaar        | Algemeen klassement · | Puntenklassement · | Bergklassement   | Jongerenklassement · | Ploegenklassement |
| ------------ | -------------- | --------------------- | ------------------ | ---------------- | -------------------- | ----------------- |
| Proloog      | Lorena Wiebes  | Lorena Wiebes         | Lorena Wiebes¹     | niet uitgereikt² | Lorena Wiebes³       | Team DSM          |
| 1            | Emma Norsgaard | Emma Norsgaard        | Emma Norsgaard¹    | Kathrin Hammes   | Emma Norsgaard       | Team DSM          |
| 2            | Emma Norsgaard | Emma Norsgaard        | Emma Norsgaard¹    | Thalita de Jong  | Emma Norsgaard       | Team Jumbo-Visma  |
| 0Eindstanden | 0Eindstanden   | Emma Norsgaard        | Emma Norsgaard     | Thalita de Jong  | Emma Norsgaard       | Team Jumbo-Visma  |

¹ - de groene trui werd in de eerste en tweede etappe gedragen door Leah Kirchmann, tweede in dit klassement.
² - de bolletjestrui werd in de eerste etappe gedragen door Karlijn Swinkels, derde in het algemeen klassement achter Wiebes en Kirchmann.
³ - de witte trui werd in de eerste etappe gedragen door Lonneke Uneken, derde in dit klassement achter Wiebes en Swinkels.
2008 · 2009 · 2010 · 2011 · 2012 · 2013 · 2014 · 2015 · 2016 · 2017 · 2018 · 2019 · 2020 · 2021 · 2022 · 2023 · 2024
Tour Down Under · 
Omloop Het Nieuwsblad · 
Nokere Koerse · 
Festival Elsy Jacobs · 
Ronde van Thüringen · 
Ronde van Italië · 
Ronde van Emilia · 
Gran Premio Bruno Beghelli Internazionale Donne Elite